# Jacopino del Conte

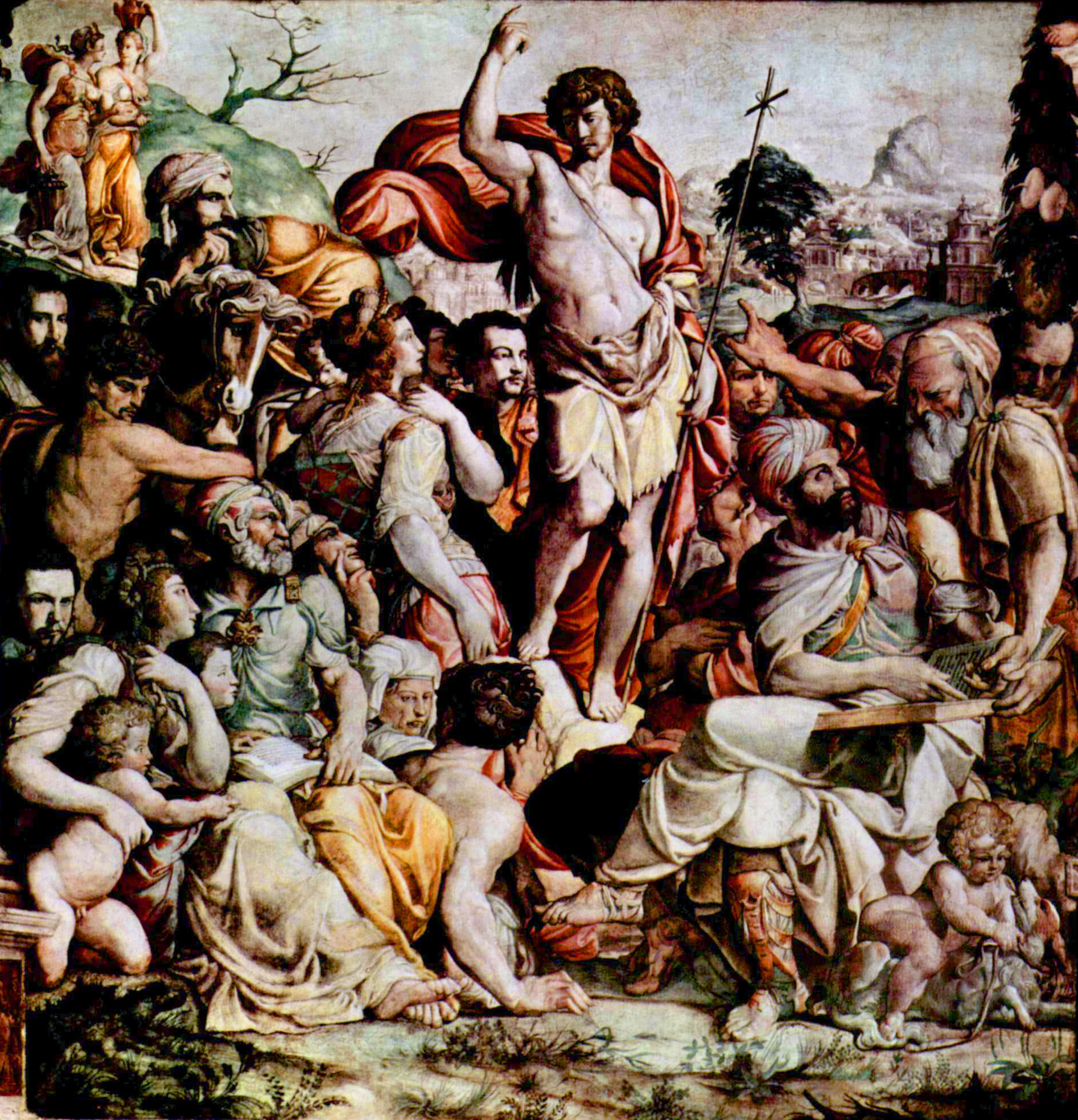
Johannes Döparen predikar. Fresk i Oratorio di San Giovanni Decollato i Rom.

Jacopino del Conte, även Jacopo del Conte, född 1510 i Florens, död 10 januari 1598 i Rom, var en italiensk målare under manierismen. Han var medlem av Accademia di San Luca.
Jacopo del Conte har bland annat utfört flera fresker med scener ur Johannes Döparens liv i Oratorio di San Giovanni Decollato i Rom.